# Линден, Наталья Агаповна
Наталья Агаповна Линден (27.08.1887, деревня Шудег, Узинская волость,	Малмыжский уезд, Вятская губерния (теперь — окрестности села Старые Зятцы, территория муниципального образования «Старозятцинское» в Якшур-Бодьинском районе Удмуртии) — 4 сентября 1963) — советский российский учёный-сейсмолог, один из основоположников советской сейсмологии. Кандидат физико-математических наук.

## Биография
Родилась в деревне Шудег Вятской губернии в крестьянской семье. 
Окончила сельскую школу, двухклассное училище и Вятскую женскую гимназию (1905). В 1905 г. поступила на физико-математический факультет Бестужевских высших женских курсов (Санкт-Петербург), которые окончила в мае 1912 г.
Работала в отделе сейсмологии Академии наук, позже преобразованный в Сейсмологический институт АН СССР.
Участвовала в установлении сейсмической аппаратуры на первых советских сейсмических станциях.
С начала 1920-х гг. ответственный составитель телесейсмического бюллетеня сети сейсмических станций СССР.
Умерла 4 сентября 1963 года.

## Награды
- орден Ленина (1953)[3].
- орден Трудового Красного Знамени (10.06.1945)

## Публикации
- Каталог глубокофокусных землетрясений по данным сейсмической сети СССР за 1909—1944 годы. Москва изд-во и 2-я тип. Изд-ва АН СССР 1947
- О землетрясении 20 XI 1933 г. в Баффиновом заливе и распределении сейсмических очагов в Арктике [Текст] / Н. В. Райко, Н. А. Линден. О сейсмичности Арктики / Д. И. Мушкетов ; Н. В. Райко, Н. А. Линден. — М. : Изд-во АН СССР, 1935. — 15 с. + 1 вкл. л. — (Труды Сейсмологического института / АН СССР ; № 61).
- Саваренский Е. Ф., Линден Н. А., Массарский С. И. Землетрясения Туркмении и Ашхабадское землетрясение 1948 г.// Изв. АН СССР. Сер.геофиз.1953.